# Nunciella tuberculata
Nunciella tuberculata is een hooiwagen uit de familie Triaenonychidae.